# جورج كامينز
جورج كامينز (بالإنجليزية: George Cummins)‏ هو لاعب كرة قدم أيرلندي، ولد في 12 مارس 1931 في دبلن في جمهورية أيرلندا، وتوفي في 29 نوفمبر 2009 في ساوثبورت ‏ في المملكة المتحدة. شارك مع منتخب جمهورية أيرلندا لكرة القدم. أما مع النوادي، فقد لعب مع نادي إيفرتون ونادي كامبريدج ستي ونادي لوتون تاون وهال سيتي.

## وصلات خارجية
- جورج كامينز على موقع قاعدة بيانات كرة القدم.إي يو (الإنجليزية)
- جورج كامينز على موقع ناشيونال فوتبول تيمز (الإنجليزية)